# جون ديوار
جون ديوار (بالإنجليزية: John Dewar)‏ هو عالم قانوني أسترالي، ولد في 1959 في كينغستون في جامايكا.